# Estrada de faixa
Uma estrada de faixa (Inglês: strip road) é uma estrada de terra batida com duas faixas estreitas e paralelas de asfalto, uma para cada roda. Estradas deste tipo são encontradas em partes da África Austral e em partes da Ásia.
Quando dois carros numa estrada de faixa se aproximam em direções opostas, espera-se que cada um se afaste do centro da estrada e use apenas uma faixa até que o outro carro passe.
Foram construídas estradas de faixa na Rodésia do Sul, como era então conhecido o Zimbabué, a partir de 1933, como uma forma relativamente barata de abrir o país ao desenvolvimento. O asfalto foi escolhido depois de uma experiência inicial com estradas de betão se ter mostrado muito dispendiosa.
Em 1938, as estradas cobriam uma distância total de 1.890 quilómetros, incluindo um trecho ininterrupto que ligava a capital, Salisbury (hoje chamada Harare), à cidade fronteiriça sul de Beitbridge. Em 1945, o total ultrapassava 3.300 quilómetros.
Após a Segunda Guerra Mundial, muitas das estradas foram substituídas por estradas de asfalto de largura total, mas algumas permanecem, especialmente em áreas mais remotas.
Na vizinha Zâmbia, a frase "estrada de faixa" por vezes refere-se a uma estrada com uma única faixa de asfalto no meio, larga o suficiente para um veículo.